# Howard Talbot
Howard Munkittrick, más conocido como Howard Talbot (9 de marzo de 1865 - 12 de septiembre de 1928), fue un director de orquesta y compositor de ascendencia irlandesa, nacido en Estados Unidos y criado en Inglaterra. Fue conocido por escribir la música de varias exitosas comedias musicales eduardianas, incluidas A Chinese Honeymoon, The Arcadians y The Boy, así como varios otros musicales británicos exitosos durante las dos primeras décadas del siglo XX.

## Biografía

### Primeros años
De ascendencia irlandesa, Talbot nació en Yonkers (Nueva York), pero se mudó a Londres a la edad de cuatro años.  Sus padres fueron Alexander y Margaret Munkittrick. Originalmente planeó dedicarse a la medicina, estudió en el King's College de Londres, pero se pasó a la música y siguió una educación musical en el Royal College of Music.  Allí estudió con Sir Hubert Parry, Sir Frederick Bridge y Sir Walter Parratt.  Durante sus primeros años de carrera, Talbot sólo logró estrenar sus composiciones con compañías de aficionados en Hunstanton, Oxford y King's Lynn, profesionalmente solo logró que algunas de sus canciones individuales se interpretaran en producciones de otras personas. Después de un primer matrimonio que terminó en divorcio, en 1910 se casó con Dorothy Maud Cross, hija de Arthur Harry Cross, organista de la iglesia de Santa María Magdalena en Sandringham. La pareja tuvo cuatro hijas. 
La primera ópera cómica de Talbot producida profesionalmente fue Wapping Old Stairs en 1894. El éxito de esta producción en King's Lynn  motivó el traslado del espectáculo al Vaudeville Theatre de Londres. A pesar de un fuerte elenco londinense que incluía a Jessie Bond, Courtice Pounds y Richard Temple de la D'Oyly Carte Opera Company, el espectáculo no fue bien recibido en el West End y cerró después de un mes. Su siguiente trabajo, el burlesco All My Eye-van-hoe, también fue un fracaso,  y Talbot se vio obligado a demandar a los productores por el dinero que se le debía por este trabajo. 
En ese momento, Talbot se ganaba la vida dirigiendo producciones en Londres y realizando giras por provincias, como The Lady Slavey, donde los gerentes apreciaron su actitud "alegre y bondadosa".  Aunque continuó componiendo y logró cierto éxito tanto en Gran Bretaña como en Estados Unidos con Monte Carlo en 1896, el nombre de Talbot aún no se consideraba importante en el teatro musical británico, y se le siguió pidiendo principalmente que proporcionara canciones individuales que se insertaban en obras escritas principalmente por otros.  Los espectáculos más exitosos que dirigió en Londres durante este período fueron The Sorrows of Satan (1897) en el Shaftesbury Theatre y dos obras de Arthur Roberts, Dandy Dan the Lifeguardsman (1897), que incluía su canción "Someone Ought to Speak to Millie Simpson", y Milord Sir Smith (1898). En 1899 dirigió El gran César . 

### Éxito profesional
El primer gran éxito de Talbot fue A Chinese Honeymoon, que se estrenó en la pequeña localidad de Hanley en 1899 y con la que realizó numerosas giras antes de ser finalmente presentado en Londres en 1901. A Chinese Honeymoon se convirtió en la primera obra de teatro musical de la historia en presentar más de 1.000 representaciones consecutivas y cosechó un gran éxito de público en todo el mundo.  Talbot continuó dirigiendo en el Gaiety Theatre, el Daly's Theatre y otros teatros del West End y llegó a componer o colaborar en dos docenas de musicales.  Tenía un dominio técnico poco común entre los compositores de teatro musical eduardiano, y su música recuerda a la de Arthur Sullivan.  Además de musicales, produjo un conjunto de canciones, piezas para piano, obras orquestales y una cantata. 
Muchos de los espectáculos de Talbot en la primera década del nuevo siglo fueron éxitos que tuvieron giras internacionales, entre ellos Kitty Gray (1901, a la que contribuyó con canciones como "Mademoiselle Pirouette"), The Girl from Kays (1902, contribuyó con algunas canciones), Three Little Maids (1903, contribuyendo con la música concertada y algunas letras), The Blue Moon (1904), The White Chrysanthemum (1905), The Girl Behind the Counter (1906) y The Belle of Brittany (1908). Además, contribuyó con algunas canciones a otros musicales y compuso algunos musicales que no tuvieron éxito. 

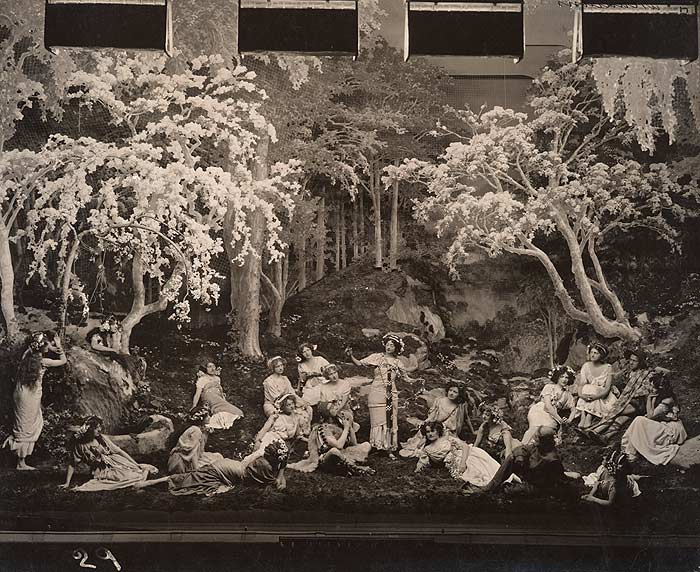
Escena de The Arcadians, 1909

En 1909, Talbot se asoció con Lionel Monckton para producir The Arcadians, que se convirtió en una de las comedias musicales eduardianas de mayor éxito y ha sido descrita como la obra maestra del género.  Sin embargo, los musicales que siguieron a esto, como The Mousmé en 1911, The Pearl Girl en 1913, My Lady Frayle en 1915, Mr Manhattan en 1916 y otras obras breves para salas de música, tuvieron sólo éxitos modestos y los estilos musicales comenzaron a cambiar.  En 1916, Talbot contribuyó a una reelaboración de un musical estadounidense, High Jinks para el Teatro Adelphi, que adaptaba una partitura de Rudolf Friml. Al mismo tiempo, componía música para piezas musicales breves para teatros de variedades. 
Las carreras de otros compositores importartes de la era eduardiana, como Sidney Jones, comenzaron a desvanecerse con la llegada de la Primera Guerra Mundial cuando no fueron capaces de adaptarse a los nuevos ritmos y estilos de baile estadounidenses, como el ragtime. Sin embargo, en 1917, Talbot y Monckton fueron contratados para escribir la partitura del musical The Boy, basado en The Magistrate de Pinero, una obra del comediante estadounidense Bill Berry, quien había sido la estrella de High Jinks. The Boy se convirtió en uno de los mayores éxitos de la época, en un momento en el que el público buscaba una comedia musical ligera y escapista.  También se adaptó con éxito en Broadway como Good Morning, Judge en 1919 y realizó una gira por el mundo de habla inglesa.  A esto le siguió otro exitoso musical para Berry de Fred Thompson basado en una obra de Pinero, compuesta con Ivor Novello, Who's Hooper? (1919).  Una tercera adaptación de Pinero, My Niece's (1921), fue un fracaso y resultó ser la última partitura teatral de Talbot en el West End. 

### Últimos años
Tras retirarse al sur de Inglaterra, Talbot sufrió problemas bronquiales durante varios años antes de su fallecimiento. Sin embargo, continuó componiendo musicales para compañías de aficionados con las que había trabajado al inicio de su carrera.  También escribió la exitosa marcha "All Hail Our King".  Talbot murió en su casa de Reigate, Inglaterra, a la edad de 63 años.   Su sobrino, Howard Carr, también fue director de teatro y compositor, y en un momento dirigió representaciones de A Chinese Honeymoon en Londres. 